# Przymus z odblokowaniem
Przymus z odblokowianiem (ang. "jettison squeeze", "jettison coup", także "master play" – amerykańskie określenie) to w brydżu odmiana przymusu po raz pierwszy opisana przez Terence'a Reese'a w książce "Expert Game".  Podstawowa wersja tego przymusu wygląda następująco:
```
                       ♠ -
                       
♥
 D W
                       
♦
 K
                       ♣ -
             ♠ -                  
             
♥
 K                  nieistotne
             
♦
 W 9                
             ♣ -                  
                       ♠ W
                       
♥
 -
                       
♦
 D 2
                       ♣ -
```

Wygląda na to, że rozgrywający ma 3 lewy, ale nie może z nich skorzystać, ponieważ kara są zablokowane (a S nie mógł ich wcześniej odblokować z powodu jakichś problemów komunikacyjnych). Niemniej, S gra waleta pik i W staje w przymusie. Jeżeli odrzuci króla kier, to rozgrywający pozbędzie się figury kier i przejdzie do stołu królem karo, a jeżeli odrzuci karo, to rozgrywający odblokuje(zrzuci) króla karo ze stołu i weźmie dwie ostatnie lewy na kara z ręki.
Przymus z odblokowaniem może wystąpić także w wersji na trzy kolory jako przymus kaskadowy:
```
                       ♠ A
                       
♥
 D W 2
                       
♦
 A
                       ♣ -
             ♠ D 3                 
             
♥
 K                  nieistotne
             
♦
 D 3                
             ♣ -                  
                       ♠ K 2
                       
♥
 -
                       
♦
 K 2
                       ♣ A
```

Rozgrywający gra asa trefl i W staje w przymusie na trzy kolory. Zrzucenie kiera da rozgrywającemu trzy lewy kierowe w dziadku, musi więc odrzucić blotkę od jednej z dam, a to pozwala rozgrywającemu na zrzucenie asa w tym samym kolorze i zagranie z ręki króla i dwójki ustawiając W w powtórnym przymusie (tym razem na dwa kolory).
Ostatni przykład jest o tyle ciekawe, że przedstawia przymus automatyczny (niepozycyjny), sytuacja przymusowa wystąpi jeżeli zamienimy ręce przeciwników:
```
                       ♠ K
                       
♥
 K
                       
♦
 -
                       ♣ 2
             ♠ D 3                ♠ -
             
♥
 A                  
♥
 6
             
♦
 -                  
♦
 5
             ♣ -                  ♣ 7
                       ♠ A W
                       
♥
 -
                       
♦
 -
                       ♣ A
```

S gra kontrakt treflowy i gra asa autowego - W staje w przymusie.  Jeżeli zrzuci asa kier to rozgrywający wejdzie do stołu pikiem i zagra dobrego już króla kier, a jeżeli pozbędzie się blotki pik to rozgrywający zagra asa w tym kolorze i odblokuje na niego króla z dziadka.